# Tylototriton ziegleri
Tylototriton ziegleri é uma espécie de anfíbio caudado da família Salamandridae. Está presente no Vietname. A UICN classificou-a como vulnerável.